# Dublin Bay-North
Dublin Bay-North is een kiesdistrict in de Republiek Ierland voor de verkiezing voor Dáil Éireann, het lagerhuis van het Ierse parlement. Het werd ingesteld bij de herindeling van kiesdistricten in 2012 en deed in 2016 voor het eerst dienst als kiesdistrict. Het kiest 5 zetels.
Het district omvat het oude district Dublin North-Central en het grootste deel van Dublin North-East.
In 2017 behaalden zowel Fianna Fáil, Sinn Féin en Fine Gael  een zetel. Daarnaast werd een onafhankelijke kandidaat gekozen en een zetel ging naar de Independents4Change. Die uitslag betekende een grote nederlaag voor Labour dat zowel in het opgeheven North-Central als in North-East een TD had.

## Referendum
Bij het abortusreferendum in 2018 stemde in het kiesdistrict 74,7% van de opgekomen kiezers voor afschaffing van het abortusverbod in de grondwet.